# Макрокартинка

Макрокартинка про Вікіпедію

Макрокартинка (англ. image macro) — інтернет-мем, що являє собою зображення або ілюстрацію, на яку накладено певний текст, часто вгорі та внизу зображення. Макрокартинки були однією з найпоширеніших форм інтернет-мемів у 2000-х роках і часто містили дотепні повідомлення чи крилаті фрази, хоча не всі вони обов'язково були гумористичними. Першими популярними макрокартинками вважаються лолкоти — експресивні фото котів з текстовими підписами. Далі значного поширення набули макрокартинки, де героями виступали тварини-порадники (англ. advice animals), також відомі як стереотипні персонажі, що міцно закріпилися за цим форматом.

## Походження
Термін «макрокартинка» з'явився на форумах Something Awful. Назва походить від «макросів» — коротких фрагментів тексту, які користувач міг ввести, після чого програмне забезпечення форуму автоматично аналізувало їх і розгортало в код для заздалегідь визначеного зображення. Вони, зі свого боку, пов'язані з поняттям «макрокоманда» з царини інформатики: «правило або шаблон, який визначає, як певна вхідна послідовність (часто послідовність символів) повинна бути відображена у вихідну послідовність (також часто послідовність символів) згідно з визначеною процедурою».
Починаючи з 2007 року, лолкоти та схожі макрокартинки поширилися за межі початкових спільнот, у яких їх створили, і стали широко популярними.

## Формат

Старіший, традиційний формат макрокартинок

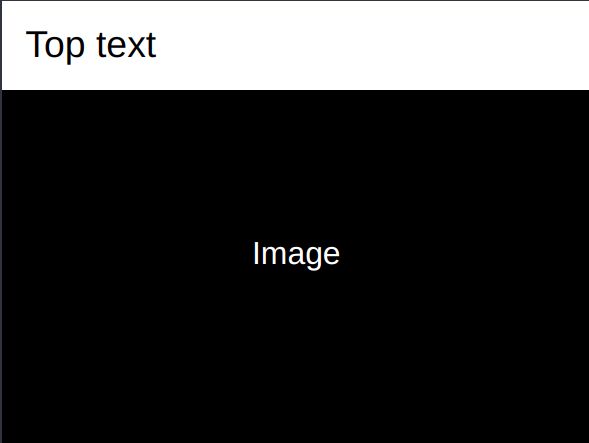
Новий формат макрокартинок, який поширився з середини 2010-х років

Хоча макрокартинки бувають різних форм, у більшості випадків їм притаманні такі риси:
1. Масивний текст, надрукований шрифтом Impact[4], відцентрований у верхній і нижній частині зображення, зазвичай з використанням усіх великих літер. Найчастіше використовується білий текст з чорним контуром, оскільки він легко зчитується майже на будь-якому фоні. Текст зверху слугує переважно лише для вступу, а текст знизу є основним повідомленням. Надмірні, навмисні орфографічні помилки також часто використовують для гумористичного ефекту.
2. Зображення, яке розміщується на фоні тексту. Зазвичай вони беруться з певного набору зображень, відомих чи зрозумілих багатьом користувачам Інтернету — наприклад, Bad Luck Brian. Хоча, якщо використати вищезгаданий типографічний стиль, будь-яке зображення, набувши її естетики та смислового навантаження, стане макрокартинкою.